# Trójkąt Bonwilla

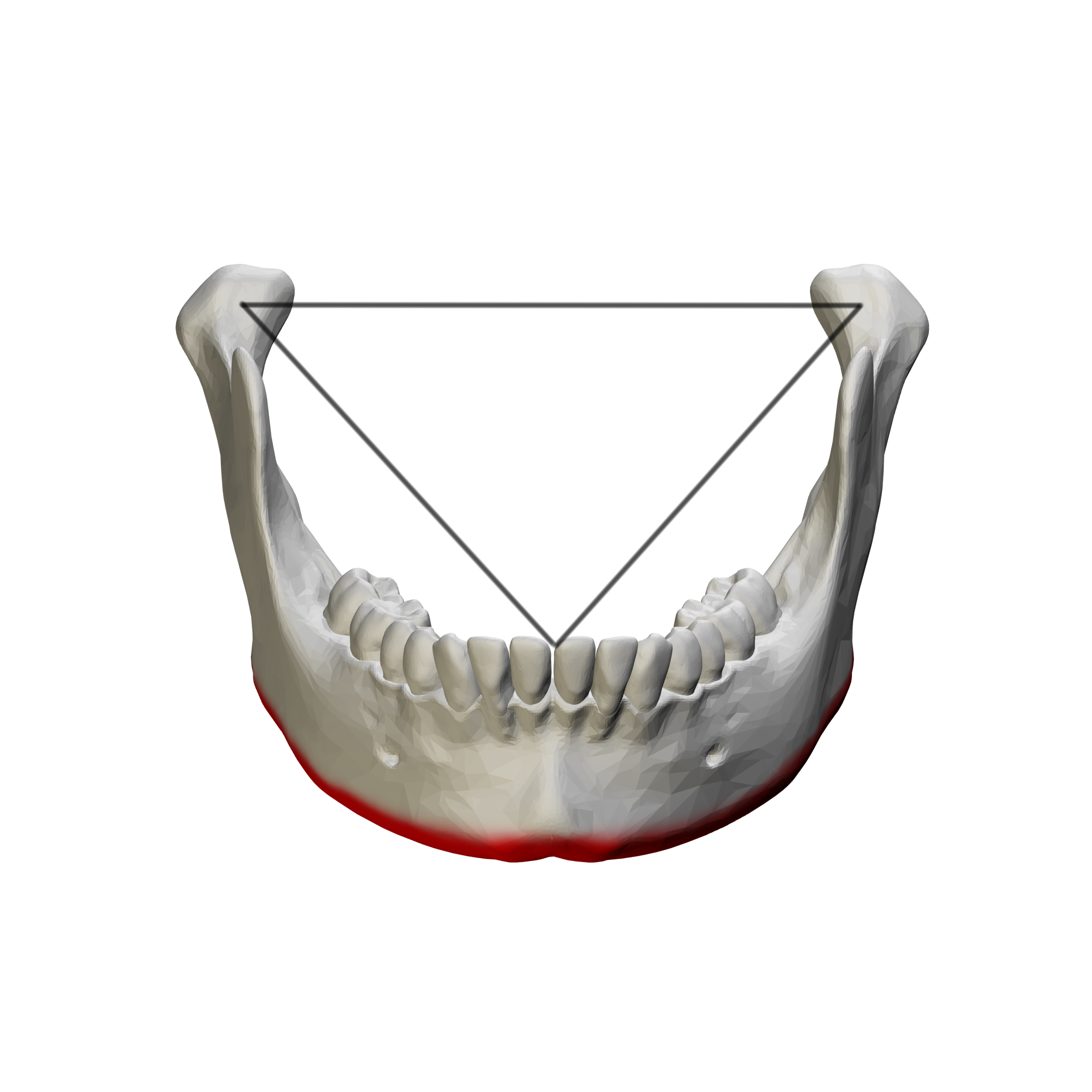
Trójkąt Bonwilla

Trójkąt Bonwilla – trójkąt łączący punkt sieczny (punkt styczny przyśrodkowych siekaczy żuchwy) oraz obie głowy żuchwy. Odległość między tymi punktami jest u większości ludzi równa i wynosi średnio około 10 cm. W tych przypadkach opisane punkty tworzą trójkąt równoboczny. Zależności te opisał William Gibson Arlington Bonwill (1833–1899).
Zostały opisane dwa warianty trójkąta Bonwilla i różnią się co do dokładnego położenia punktów na głowach żuchwy. W jednym punkty zostały zdefiniowane jako punkty znajdujące się na powierzchni stawowej, w drugim jako sam środek głowy żuchwy.

## Zastosowanie
Artykulatory o ruchach przeciętnych (w przeciwieństwie do artykulatorów indywidualnych i półindywidualnych) nie dają możliwości ustawień indywidualnych ruchów żuchwy. W tych artykulatorach odpowiadają ruchy modelu średnim wartością ruchów żuchwy. Do budowy tych artykulatorów oraz poprawnego ustawienia modelu w samym artykulatorze wykorzystuje się dlatego m.in. znajomość trójkąta Bonwilla.